# 法伊多

法伊多（Faido）是瑞士的城鎮，位於該國南部，由提契諾州負責管轄，面積126.27平方公里，海拔高度711米，2011年人口1,949，七成半人口信奉羅馬天主教，人口密度每平方公里15人。

## 外部連結
- Official website （页面存档备份，存于） （意大利文）